# Saison 1998-1999 de l'Olympique lyonnais
Maillots
Chronologie
Saison précédente Saison suivante
La saison 1998-1999 de l'Olympique lyonnais est la quarante-neuvième de l'histoire du club.

## Effectif professionnel
Gardiens
- Grégory Coupet  France
- Luc Borrelli  France (décédé en février 1999)

Défenseurs
- Christophe Delmotte  France
- Jérémie Bréchet  France
- Florent Laville  France
- Jacek Bak  Pologne
- Serge Blanc  France
- Patrice Carteron  France
- Jean-Christophe Devaux  France
- Hubert Fournier  France
- Cédric Uras  France

Milieux
- David Hellebuyck  France
- Philippe Violeau  France
- Vikash Dhorasoo  France
- David Linarès  France
- Steed Malbranque  France
- Christian Bassila  France
- Patrice Ouerdi  France

Attaquants
- Christophe Cocard  France
- Marco Grassi  Suisse
- Joseph-Désiré Job  Cameroun
- Frédéric Kanouté  Mali
- Alain Caveglia  France

## Statistiques
Buteurs de l'OL en championnat :
- Buteurs :
- 17 buts : Alain Caveglia
- 6 buts : Marco Grassi, Joseph-Désiré Job
- 4 buts : Christophe Cocard
- 3 buts : David Linarès, Philippe Violeau
- 2 buts : Vikash Dhorasoo, Frédéric Kanouté, Jacek Bak
- 1 but : Christophe Delmotte, Patrice Carteron, Christian Bassila
- C.S.C. : Laurent Casanova, Geoffray Toyes, Yannick Fischer

## Détail des matchs

### Championnat de France
- 1. Strasbourg - Lyon 0-0 (0-0)
- 2. Lyon - Toulouse 6-1 (1-0) : A. Caveglia (21e, 48e), M. Grassi (50e), F. Kanouté (70e), J. Bak (81e), V. Dhorasoo (84e)
- 3. Lorient - Lyon 0-1 (0-0) : M. Grassi (58e)
- 4. Lyon - Monaco 1-1 (1-0) : A. Caveglia (41e)
- 5. Sochaux - Lyon 1-2 (1-1) : C. Delmotte (22e), M. Grassi (64e)
- 6. Lyon - Lens 3-1 (2-0) : M. Grassi (12e), A. Caveglia (32e), J. Job (88e)
- 7. Nancy - Lyon 0-0 (0-1)
- 8. Nantes - Lyon 2-0 (0-0)
- 9. Lyon - Paris 1-1 (0-1) : C. Cocard (47e) (classement : 5e)
- 10. Auxerre - Lyon 1-0 (1-0)
- 11. Lyon - Le Havre 0-0 (0-0)
- 12. Metz - Lyon 3-2 (2-1) : C. Cocard (44e), F. Kanouté (88e)
- 13. Lyon - Montpellier 2-0 (0-0) : A. Caveglia (49e), P. Violeau (90e)
- 14. Rennes - Lyon 0-0 (0-0)
- 15. Lyon - Marseille 2-1 (1-0) : D. Linarès (17e), P. Violeau (55e)
- 16. Bastia - Lyon 4-1 (2-1) : M. Grassi (43e)
- 17. Lyon - Bordeaux 2-1 (0-0) : A. Caveglia (50e), V. Dhorasoo (72e) (classement : 5e)
- 18. Toulouse - Lyon 0-0 (0-0)
- 19. Lyon - Lorient 2-2 (0-2) : Y. Fischer (47e C.S.C.), D. Linarès (81e)
- 20. Monaco - Lyon 0-1 (0-1) : J. Bak (24e)
- 21. Lyon - Sochaux 4-1 (2-0) : A. Caveglia (41e, 45e), C. Cocard (75e), D. Linarès (84e)
- 22. Lens - Lyon 0-3 (0-2) : A. Caveglia (21e), J. Job (41e, 64e)
- 23. Lyon - Nancy 2-1 (0-1) : M. Grassi (64e), J. Job (66e)
- 24. Lyon - Nantes 2-1 (1-0) : A. Caveglia (36e S.P., 46e)
- 25. Paris - Lyon 0-1 (0-0) : A. Caveglia (79e s.p.)
- 26. Lyon - Auxerre 2-1 (0-0) : A. Caveglia (80e s.p.), P. Carteron (82e) (classement : 3e)
- 27. Le Havre - Lyon 1-0 (1-0)
- 28. Lyon - Metz 2-0 (0-0) : G. Toyes (68e c.s.c.), P. Violeau (90e S.P.)
- 29. Montpellier - Lyon 1-3 (0-1) : A. Caveglia (31e, 83e S.P.), C. Bassila (90e)
- 30. Lyon - Rennes 1-2 (0-1) : C. Cocard (90e)
- 31. Marseille - Lyon 0-0 (0-0)
- 32. Lyon - Bastia 2-1 (1-1) : J. Job (45e), L. Casanova (57e c.s.c.)
- 33. Bordeaux - Lyon 1-0 (1-0)
- 34. Lyon - Strasbourg 3-2 (0-1) : A. Caveglia (9e, 56e), J. Job (50e) (classement : 3e)

- Classement : 3e ; 63 points ; 18 V, 9 N, 7 D ; 51 buts pour, 31 buts contre, +20

### Coupe de France
1/32 de finale
- Châteauroux - Lyon 1-0 (0-2)

### Coupe de la Ligue
1/16 de finale
- Lyon - Montpellier 0-2 (1-0)

### Coupe de l'UEFA
1/32 de finale
- Blackburn Rovers - Lyon 0-1 (0-0) : J. Bak (85e)
- Lyon - Blackburn Rovers 2-2 (2-1) : A. Caveglia (3e), M. Grassi (36e S.P.)

1/16 de finale
- Etoile Rouge de Belgrade - Lyon 1-2 (1-0) : M. Grassi (70e), F. Kanouté (84e)
- Lyon - Etoile Rouge de Belgrade 3-2 (0-1) : A. Caveglia (17e, 44e), C. Cocard (41e)

1/8 de finale
- Lyon - FC Bruges 1-0 (1-0) : J. Bak (45e)
- FC Bruges - Lyon 3-4 (0-1) : A. Caveglia (16e, 55e, 71e), V. Dhorasoo (76e)

1/4 de finale
- Bologne - Lyon 3-0 (1-0)
- Lyon - Bologne 2-0 (2-0) : A. Caveglia (16e), J. Job (40e) (le mardi 16 mars 1999)